# Racikî, Nemîriv
Racikî (în ucraineană Рачки) este localitatea de reședință a comunei Kirova din raionul Nemîriv, regiunea Vinnița, Ucraina.

## Demografie
Componența lingvistică a localității Racikî
     Ucraineană (99,1%)
     Alte limbi (0,83%)
Conform recensământului din 2001, majoritatea populației localității Racikî era vorbitoare de ucraineană (99,1%), existând în minoritate și vorbitori de alte limbi.